# Clepsis laetornata
Clepsis laetornata es una especie de polilla del género Clepsis, categorizada en la tribu Archipini, de la subfamilia Tortricinae.

## Distribución
Se distribuye por China.

## Taxonomía
Fue descrita por Wang Li & Wang en 2003 y publicada en (Clepsis), Nota Lepid. 26: 50.